# 温州市域铁路S2线
温州市域铁路S2线是温州轨道交通的一条线路，全长62.945km，途经温州市洞头区和龙湾区，连接乐清市城东街道（远期延伸至雁荡镇）和瑞安市东山街道，于2023年8月26日开通运营。
S2线是构建温州大都市核心区沿海产业发展带快速联系通道；承担都市区范围内沿海地带南北向组团间快速交通联系，是串联乐清辅城、瓯江口新城、瑞安辅城沿海发展走廊的主要通道。

## 概要

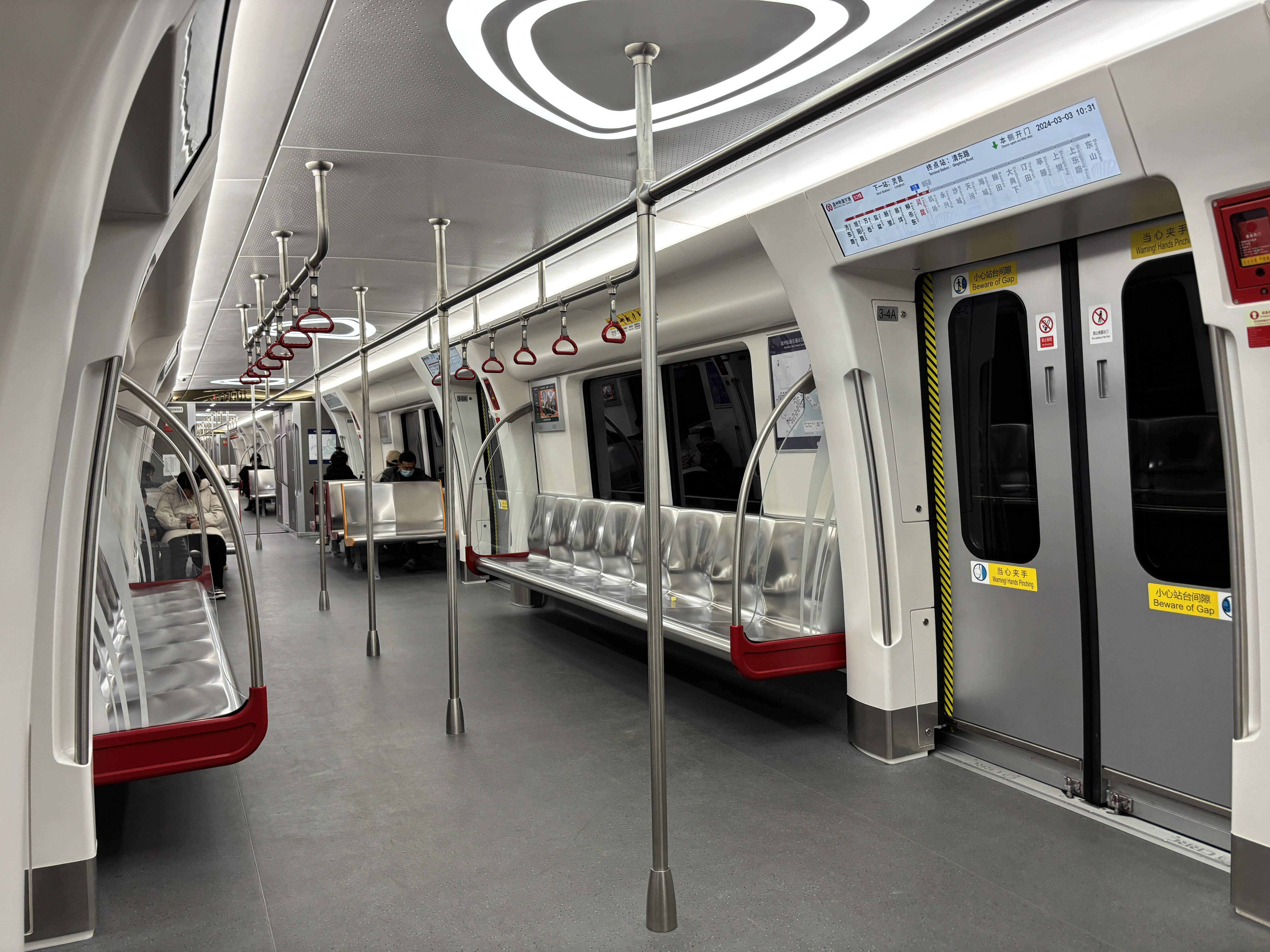
S2列车内部

S2线为东北－西南走向。一期工程北起乐清市城东街道下塘，经乐清市、温州市区，终点设于瑞安市东山街道，全长62.945公里，设车站20座。远期规划从下塘向北延伸至雁荡镇，增设车站5座。
为了实现全程最快控制在一小时内的目标，根据设计，S2线将增加开行“大站快车”，即列车仅在几个大站间停车上下客。S2线设有万岙、柳市东、沙城和莘塍四个越行站（后改为新望和海城两站）。
另外，S2线将采用隧道方式穿越瓯江北口，将成为温州市首条水下隧道。

## 车站列表
| 中文站名 | 英文站名       | 换乘线路         | 所在地 | 启用时间      | 车站形式 | 车站等级 |
| -------- | -------------- | ---------------- | ------ | ------------- | -------- | -------- |
| 清东路   | Qingdong Road  | －               | 乐清市 | 2023年8月26日 | 高架     | 普通站   |
| 旭阳路   | Xuyang Road    | －               | 乐清市 | 2023年8月26日 | 高架     | 普通站   |
| 万岙     | Wan'ao         | －               | 乐清市 | 2023年8月26日 | 高架     | 普通站   |
| 盐盆     | Yanpen         | －               | 乐清市 | 2023年8月26日 | 高架     | 普通站   |
| 新望     | Xinwang        | －               | 乐清市 | 2023年8月26日 | 高架     | 越行站   |
| 翁垟     | Wengyang       | －               | 乐清市 | 2023年8月26日 | 高架     | 普通站   |
| 柳市东   | East Liushi    | －               | 乐清市 | 2023年8月26日 | 高架     | 普通站   |
| 灵昆     | Lingkun        | █ S1线           | 洞头区 | 2023年8月26日 | 高架     | 普通站   |
| 机场     | Airport        | █ S1线           | 龙湾区 | 2023年8月26日 | 地下     | 普通站   |
| 永兴     | Yongxing       | －               | 龙湾区 | 2023年8月26日 | 高架     | 普通站   |
| 沙城     | Shacheng       | －               | 龙湾区 | 2023年8月26日 | 高架     | 普通站   |
| 天河     | Tianhe         | －               | 龙湾区 | 2023年8月26日 | 高架     | 普通站   |
| 海城     | Haicheng       | －               | 龙湾区 | 2023年8月26日 | 高架     | 越行站   |
| 鲍田     | Baotian        | －               | 瑞安市 | 2023年8月26日 | 高架     | 普通站   |
| 大典下   | Dadianxia      | －               | 瑞安市 | 2023年8月26日 | 高架     | 普通站   |
| 汀田     | Tingtian       | －               | 瑞安市 | 2023年8月26日 | 高架     | 普通站   |
| 莘塍     | Xincheng       | －               | 瑞安市 | 2023年8月26日 | 高架     | 普通站   |
| 上望     | Shangwang      | －               | 瑞安市 | 2023年8月26日 | 高架     | 普通站   |
| 上东路   | Shangdong Road | －               | 瑞安市 | 2023年8月26日 | 高架     | 普通站   |
| 东山     | Dongshan       | █ S3线（建设中） | 瑞安市 | 2023年8月26日 | 高架     | 普通站   |

### 站内配线与站台形式
| 配线分类 | 2站台2到发线+越行线       | 1岛式站台2到发线       | 2侧式站台2到发线 |
| 结构图   | 2站台2到发线+越行线的结构 | 1岛式站台2到发线的结构 | 2侧式站台2到发线的结构 |
| 采用站   | 新望站 海城站             | 灵昆站                 | 清东路站、旭阳路站、万岙站、盐盆站、翁垟站、柳市东站、机场站、永兴站、沙城站、天河站、鲍田站、大典下站、汀田站、莘塍站、上望站、上东路站、东山站 |

## 运行形态
虽然S2线预留了快车运行条件，但目前S2线所有列车均为全程运行且各站停车（清晨部分中途开始载客的车次及临时加开列车除外）。
S2线全天大部分时段行车间隔为10分钟，晚上9时后间隔拉长至不超过15分钟。

## 购票方式
S2线除支持现金、微信、支付宝购票外，还支持银行卡购票。

## 历史
- 2015年5月，最终确定S2线一期工程线站位方案。
- 2015年12月24日，S2线一期工程的工程可行性研究报告正式获得浙江省发改委批复。
- 2015年12月30日，S2线一期工程正式开工建设，计划总工期4.5年[3]。
- 2022年12月28日，S2线全线综合联调正式启动[8]。
- 2023年4月15日，S2线空载试运行正式启动[9]。
- 2023年7月13日，S2线成功完成了为期7天的大站快车测试[5]。
- 2023年7月15日，S2线空载试运行圆满成功[10]。
- 2023年7月18日，S2线顺利取得信号系统全线载客初期运营第三方独立安全评估证书，这意味着信号系统已具备载客初期运营的条件[11]。
- 2023年7月26日，S2线顺利通过初期运营前安全评估[12]。
- 2023年8月1日，S2线票务政策首次对外发布[13]。
- 2023年8月2日，S2线各站位置、车站与站台形式、总建筑面积、出入口数量等四项信息首次对外发布[14]。
- 2023年8月4日，S2线残疾人免费乘车指引首次对外发布[15]。
- 2023年8月14日，S2线站线配置图首次对外发布[16]。
- 2023年8月22日，S2线运营时刻表首次对外发布[17]。
- 2023年8月24日，S2线各站公交接驳线路首次对外发布[18]，文创产品开始发售[19]。
- 2023年8月25日，S2线各站卫生间、母婴室信息首次对外发布[20]。同日，温州市自然资源和规划局、温州市铁路与轨道交通投资集团有限公司联合编制了《温州轨道交通S2线地图》[21]。
- 2023年8月26日，S2线正式开通运营[1]。